# コルテミーリア
コルテミーリア（伊: Cortemilia）は、イタリア共和国ピエモンテ州クーネオ県にある、人口約2,300人の基礎自治体（コムーネ）。

## 地理

### 位置・広がり

#### 隣接コムーネ
隣接するコムーネは以下の通り。括弧内のATはアスティ県所属を示す。
- ベルゴロ
- ボージア
- カスティノ
- ペルレット
- ペッツォーロ・ヴァッレ・ウッツォーネ
- セローレ (AT)
- トッレ・ボルミダ